# Marva
Marva, nom de scène de Marva Mollet, née à Blankenberge (Belgique) le 23 mars 1943, est une chanteuse belge, très populaire en Flandre entre 1963 et 1980.

## Biographie
Les chansons les plus connues de Marva sont Eiland in groen en blauw, Oempalapapero et Rode rozen in de sneeuw. En 1980, elle se retire de l'industrie de la chanson.